# Vendetta (série télévisée)
Pour les articles homonymes, voir Vendetta (homonymie).
Production
Diffusion
Vendetta est une série télévisée française réalisée par Ange Basterga d'après un scénario d'Ange Basterga, Emmanuelle Michaux et Pierre-Marie Mosconi.
Cette fiction dramatique est une coproduction de CPB Films et France Télévisions pour France 2,.

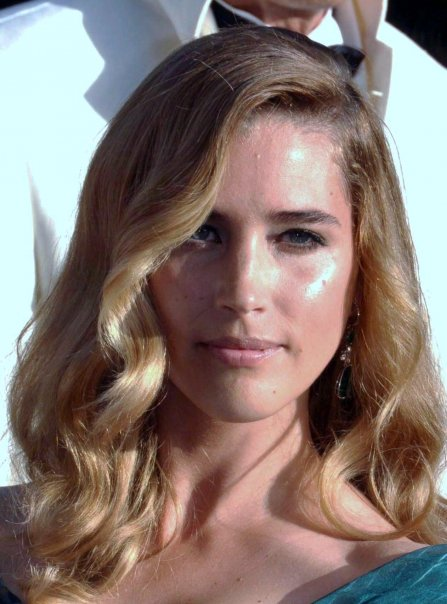
Vahina Giocante.

## Distribution
- Thierry Neuvic :
- Vahina Giocante :
- Basile Larie :
- Stanley Weber :
- Tchéky Karyo :
- Jean-Philippe Ricci :
- Anna-Marie Filippi :
- Laëtitia Eïdo :
- Basilia Castellani :
- Philippe Corti :
- Pierre-Marie Mosconi :

## Production

### Genèse et développement
La série est créée et écrite par Ange Basterga, Emmanuelle Michaux et Pierre-Marie Mosconi, et réalisée par Ange Basterga,,.
La production est assurée par Marco Cherqui pour CPB Films.

### Tournage
Le tournage de la série se déroule du 20 mars au 30 mai 2025 en Corse.

### Fiche technique
Sauf indication contraire, les informations mentionnées dans cette section peuvent être confirmées par la base de données cinématographiques Allociné,  présente dans la section « Liens externes ».
- Titre français : Vendetta
- Genre : Drame policier
- Création : Ange Basterga, Emmanuelle Michaux et Pierre-Marie Mosconi[3],[2]
- Réalisation : Ange Basterga[4],[2]
- Scénario : Ange Basterga, Emmanuelle Michaux et Pierre-Marie Mosconi[3],[2]
- Production : Marco Cherqui[1],[2]
- Société de production : CPB Films et France Télévisions[1],[2]
- Société de distribution : France Télévisions[1]
- Pays de production :  France
- Langue originale : français
- Format : couleur
- Nombre de saisons : 1
- Nombre d'épisodes : 6
- Durée : 52 minutes
- Dates de première diffusion :